# Opisthoxia lucilla
Opisthoxia lucilla là một loài bướm đêm trong họ Geometridae.